# 天主教山打根教區
天主教山打根教區（拉丁語：Dioecesis Sandakaana）是羅馬天主教的一個教區，位於馬來西亞沙巴州東部（山打根區和斗湖區）。現任總主教為Julius Dusin Gitom（2007年至今）。主教座堂是山打根的聖母主教座堂。

## 概況
教區於2007年時有4個堂區、64,000教友、6位司鐸和2名修女。

## 歷史
2007年7月16日自亞庇教區分出，屬古晉總教區。教區於2008年5月23日起改為亞庇總教區管轄。